# 鼻骨骨折
鼻骨骨折(びこつこっせつ)、通称鼻の骨折は、いくつかある鼻の骨の一つが骨折した状態のことである。症状は鼻血、腫れ、痣、鼻呼吸ができなくなることがあげられる。鼻の骨折は他の顔面外傷や鼻中隔血腫によって複雑な場合がある。
鼻骨骨折の最も一般的な原因は暴行、スポーツ中の外傷、転倒、交通事故である。診断は通常、兆候や症状の診察または単純X線によって確認される。
治療は通常、鎮痛剤と冷却圧迫療法である。必要な場合、通常は腫れがひいてから骨切り術が適用される。骨折の種類によって整復は切開または切開しない方法がある。一般的に治療は効果的である。鼻骨骨折は一般的にみられる骨折であり、約40%顔面骨骨折は鼻骨骨折である。 鼻骨骨折は20代の男性に最も診られる。